# Byttneria mollis
Byttneria mollis är en malvaväxtart som beskrevs av Carl Sigismund Kunth. Byttneria mollis ingår i släktet Byttneria och familjen malvaväxter. Inga underarter finns listade i Catalogue of Life.